# Karmine Corp
Karmine Corp（法語發音：[kaʁmin kɔʁp]，简称KCorp）是一家法国电子竞技职业俱乐部，成立于2020年，旗下拥有《英雄联盟》、《賽道狂飆系列》、《云顶之弈》、《火箭聯盟》等分部。